# Chien d'élan norvégien gris
Pour les articles homonymes, voir Chien d'élan.
Le chien d'élan norvégien gris est une race de chien originaire de Norvège. 

## Histoire

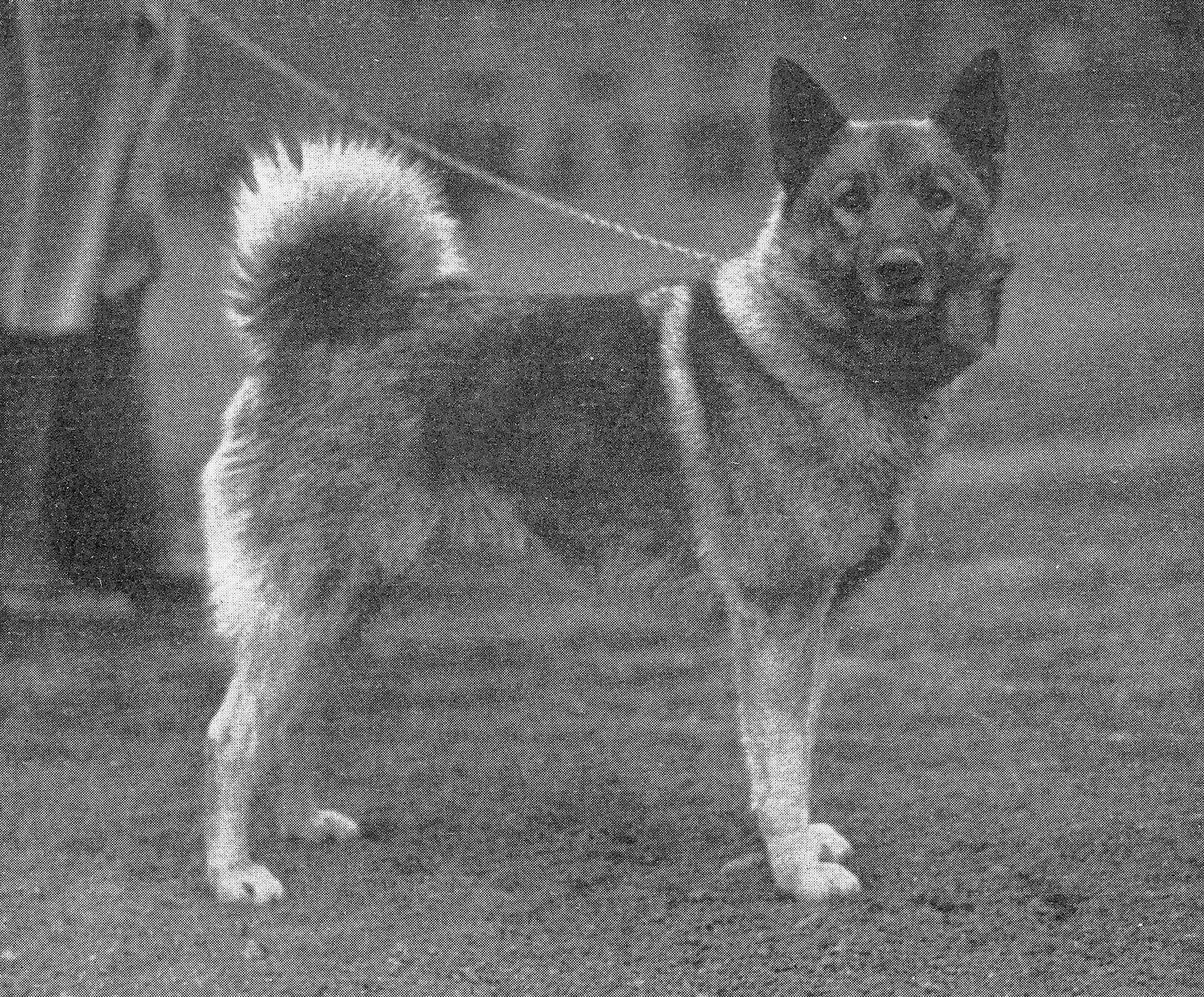
Un chien d'élan norvégien en 1932.

Dans la grotte de Viste sur la presqu'île de Jæren, les fouilles archéologiques ont mis au jour quatre squelettes de chiens datés entre 5000 et 4000 av. J.-C. Selon le Pr Brinchmann du Bergen Museum, ces chiens seraient de type chien d'élan et sont la preuve de présence de ce type de chien la plus ancienne en Norvège. Par ailleurs, les chiens d'élan norvégiens apparaîtraient dans de nombreuses sagas vikings et ont été retrouvés dans des tombeaux vikings ensevelis au sud-ouest de la Norvège.
Le chien d'élan norvégien a été sélectionné pendant des siècles dans les régions rurales de la Norvège, par des fermiers, des chasseurs et des bergers pour servir de chien de garde, de berger et de chasse aux grands gibiers (élan, rennes et ours). La race s'est adaptée au rude climat norvégien,.
En 1877, la Norwegian Hunters Association organise sa première exposition canine, où des chiens d'élan sont représentés. Rapidement, les premiers studbook et standard sont établis en Norvège. L'intérêt pour cette race s'étend en Angleterre où la British Elkhound Society est fondée en 1923. Dans les années 1930, la Norwegian Elkhound Association of America est créée.

## Standard

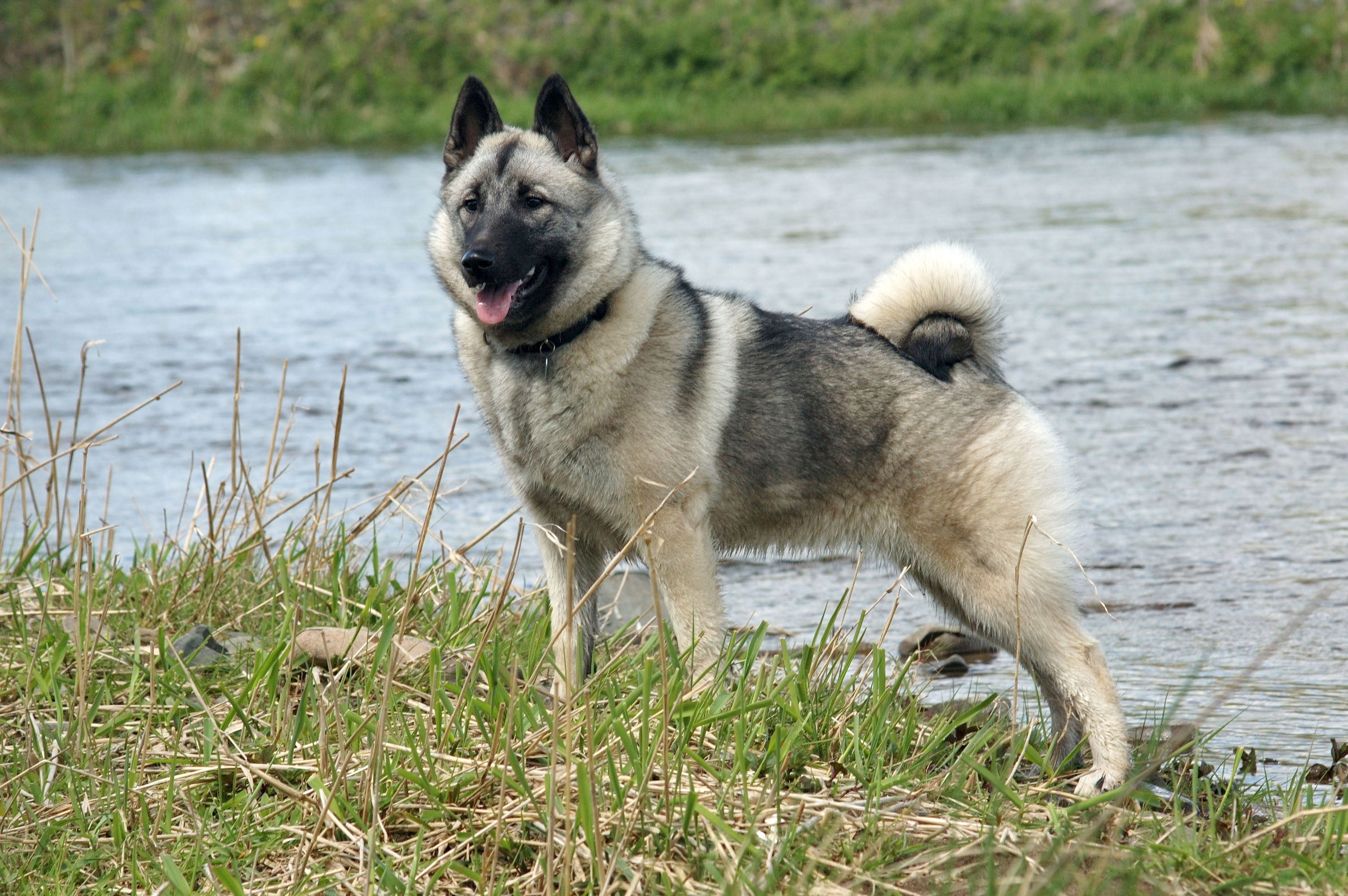
Un chien d'élan norvégien gris.

Le chien d'élan norvégien gris est un chien de type spitz de taille moyenne, avec un corps compact à la structure carrée et à l'aspect robuste. Les membres sont vigoureux, le dos large et droit et le cou est élastique et bien porté. La queue est portée en panache et s'enroule au-dessus du dos. La tête évoque celle du loup. Les oreilles sont droites et mobiles. Les yeux brun foncé ne doivent pas être proéminents. 
La fourrure épaisse et abondante est formée d'un poil mi-long et rude et d'un sous-poil laineux et gris clair. Plus courte sur la tête et le devant des membres, elle forme une collerette autour du cou. La robe est de couleur sable avec les extrémités charbonnées. La marque en harnais, qui va du garrot au coude, est une bande d’environ cinq centimètres de largeur, où les pointes du poil de couverture ne sont pas charbonnées. Le visage présente un masque noir dont une ligne foncée qui va de l’œil à l’attache de l’oreille sert de délimitation.

## Caractère
Le standard décrit le chien d'élan norvégien gris comme impavide, énergique et courageux. C'est une race à la fois indépendante et extrêmement sociable. C'est un chien sûr de lui, il reste cependant attentif à son maître. L’éducation doit être fondée sur une communication omniprésente dans la vie quotidienne, par l'intermédiaire du regard et de la parole.

## Utilité
Le chien d'élan norvégien gris est un chien de chasse spécialisé dans le grand gibier et notamment l'élan.

## Soins

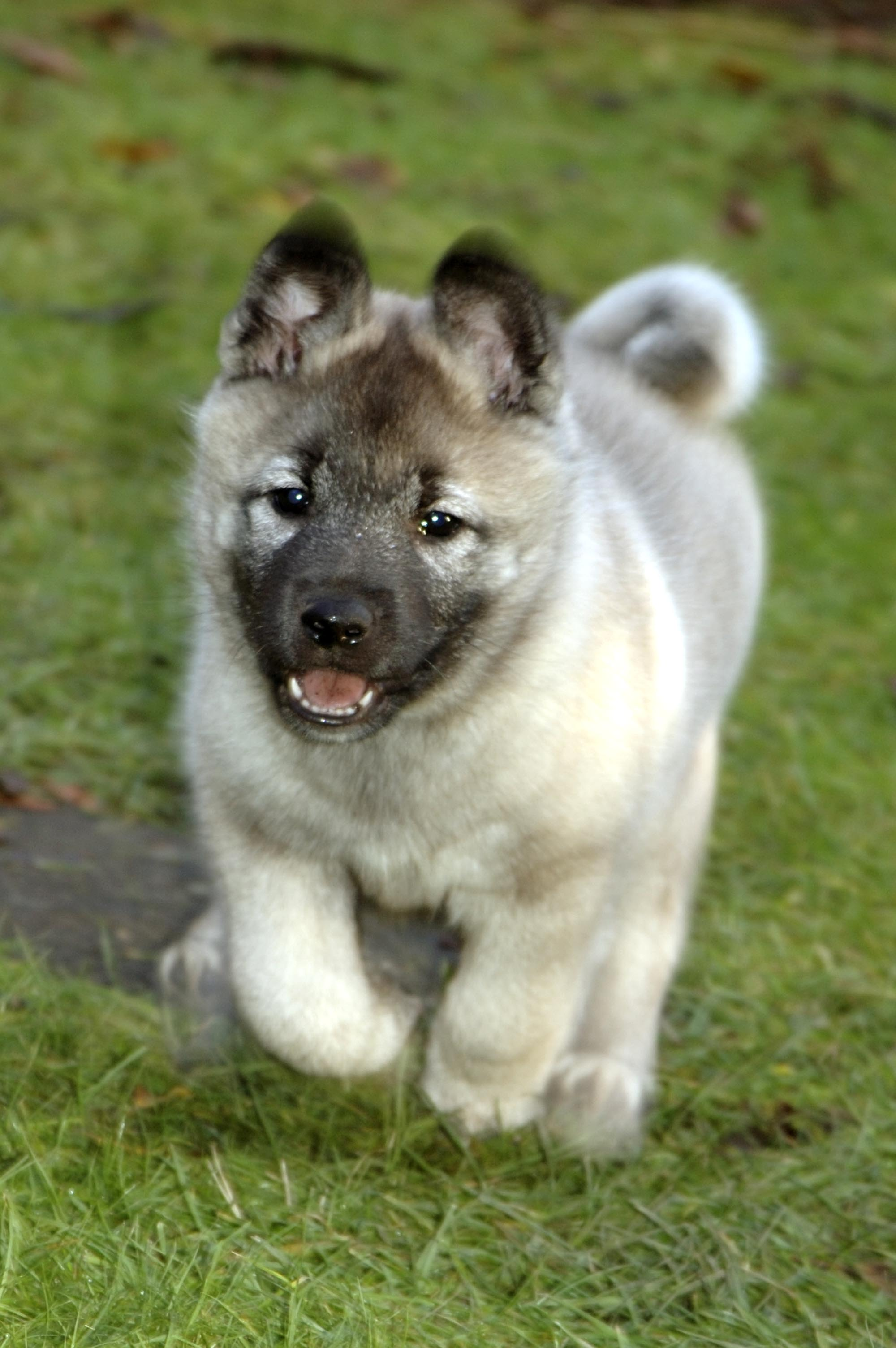
Le chien d'élan norvégien gris a besoin de se dépenser.

### Alimentation
Le chien d'élan norvégien gris est un petit mangeur, les repas ne doivent pas être trop abondants. La nourriture industrielle lui convient.

### Activités
Le chien d’élan norvégien gris est une race très dynamique qui a besoin d'extérioriser son énergie. En ville, les longues sorties quotidiennes sont absolument nécessaires.